# غوشنة غامضة
غوشنة غامضة (الاسم العلمي: Morchella dubia) هي نوع من الفطريات يتبع جنس الغوشنة من الفصيلة الغوشنية.